# 69259 Savostyanov
69259 Savostyanov este un asteroid din centura principală de asteroizi.

## Descriere
69259 Savostyanov este un asteroid din centura principală de asteroizi. A fost descoperit pe 18 septembrie 1982 la Observatorul de Astrofizică din Crimeea de Nikolai Cernîh. Asteroidul prezintă o orbită caracterizată de o semiaxă mare de 2,57 ua, o excentricitate de 0,29 și o înclinație de 4,0° în raport cu ecliptica.